# 江阴铁路轮渡
新长铁路江阴铁路轮渡位于江苏省的无锡市江阴市和泰州市靖江市之间，是新长铁路横跨长江的通道，运行期间曾经是中国大陆仅有的三个铁路轮渡中（另两个是粤海铁路琼州海峡轮渡和烟大渤海铁路轮渡）唯一的内河铁路轮渡。

## 历史
轮渡始建于1999年3月，2002年9月16日完工。引桥部分于1999年3月18日开工，2001年12月30日竣工。
江阴火车轮渡所有职工260名，大多来自芜湖。
2017年9月，轮渡管理所通过了中国铁路总公司组织的ISO9001-2015质量体系认证。
2019年12月16日，江阴火车轮渡停航。

## 船只
江阴轮渡口有“北京”号、“芜湖”号、“新长”号3艘渡轮。2019年4月前每天运行两艘轮渡，一艘备用。2019年4月后仅有“新长”号一艘运行。此前，这里还曾航行过从南京铁路轮渡调来的“金陵号”，但已于90年代已报废。
“北京”号和“芜湖”号长134.6米、宽17.6米，甲板有3股股道，每个股道可以容纳9节车厢。
由于长江江阴段的风浪非常大，每艘船上所有的窗户都被焊上了钢条，几乎所有的东西都是钢制的。不仅如此，放暖水瓶的位置都被焊上了钢筋护栏，只要是放东西的地方，都有钢筋护着。有水手表示，在强台风海葵登陆时，“大风把趸船掀起1米多高，系缆设备打着船体砰砰响。”

## 运营
江阴轮渡平均每天渡运28次，单趟货物运送量可达1600吨。一列车全部车厢过江需花费大约1个小时。高铁开通后，新长铁路运力释放，截止2017年，一天单向减少至10渡左右。
由于轮渡受雾、雪等天气影响较大，列车难以保证效率，而且客车不允许通过轮渡，所以目前轮渡所只运送货运列车。而在春运时期，轮渡最多时一艘船每天要跑24趟。